# Haplochromis eduardii
Haplochromis eduardii är en fiskart som beskrevs av Regan 1921. Haplochromis eduardii ingår i släktet Haplochromis och familjen Cichlidae. Inga underarter finns listade i Catalogue of Life.